# Zaburze
Zaburze è una frazione del comune di Radecznica nella Polonia orientale.
Dal 1999 fa parte del voivodato di Lublino, mentre dal 1975 al 1998, con la vecchia suddivisione in voivodati, apparteneva al voivodato di Zamość.